# توماس نیدهام فرنیوال ویلسون
توماس نیدهام فرنیوال ویلسون (انگلیسی: Thomas Needham Furnival Wilson؛ ۱۸۹۶ – ۱۵ مه ۱۹۶۱) فرد نظامی اهل بریتانیا بود. وی همچنین برندهٔ جوایزی همچون صلیب نظامی و نشان حمام شده‌است.